# 崇明县
崇明县，是位于中国今上海市境内的一个已撤销的县，1369年始建，2016年最终撤销。明洪武二年（1368年）降崇明州置；先后为明朝（南）直隶、清初江南省、清朝江苏省江苏布政使司、中华民国江苏省和中华人民共和国苏北行政区、江苏省、上海市辖县；2016年末成为最后一个被撤销的上海市县份，以其行政区域新设上海市崇明区。

## 历史
705年（唐神龙元年），设崇明镇。1222年（南宋嘉定十五年），设天赐盐场。

### 元朝
1277年（元至元十四年）设崇明州。

### 明朝
1369年（明洪武二年），降崇明州为崇明县。

### 清朝
崇明县在清朝时输入苏州府太仓州，管辖范围包括今天上海市崇明区和浙江省嵊泗县。

### 中华民国
日治时期
在不被重庆国民政府承认的情况下：“中華民國維新政府”于1939年（民国二十八年）6月7日，撤江苏省崇明县，设上海特别市崇明区；后续的汪伪南京国民政府于1942年至1943年（民国三十一年至三十二年）清乡期间将崇明区公署改称崇明特别区公署，又于1944年（民国三十三年）8月将崇明特别区公署复称崇明县政府。
国共内战时期
1944年10月至1946年3月，崇明隶属中共东南县委。1946年3月起，崇明直属苏皖边区第一行政区。

### 中华人民共和国
划归上海
经中华人民共和国国务院批准，1958年1月，江苏省松江专区的上海、宝山、嘉定等3个县划归上海市；11月12日，苏州专区的川沙、青浦、南汇、松江、奉贤、金山等6个县和南通专区的崇明县划归上海市。
长兴、横沙两岛划入
2005年5月18日，国务院批准将宝山区的长兴乡（2009年撤乡建镇）、横沙乡划归崇明县管辖。调整后，崇明县辖13个镇、3个乡。
撤县设区
2016年6月6日，国务院批复同意撤销崇明县，设立上海市崇明区，以原崇明县的行政区域为崇明区的行政区域。2016年7月22日上午10时15分，上海市人民政府在城桥镇崇明大道8000号崇明城桥新城会议中心二楼报告厅举行“崇明撤县设区”工作大会，成立上海市“崇明撤县设区”工作领导小组，推进撤县设区工作。2016年7月29日上午，上海市第十四届人大常委会第三十一次会议表决通过《上海市人民代表大会常务委员会关于撤销崇明县设立崇明区若干问题的决定》，会议决定：崇明区第一届人民代表大会代表将在2016年11月中旬选出，崇明县人民政府行使职权至崇明区第一届人民代表大会选举产生区长时为止。
2017年1月13日，在崇明区第一届人民代表大会第一次会议闭幕后，工作人员将崇明区人民路68号政府所在地所挂的“中国共产党崇明县委员会”、“崇明县人民代表大会常务委员会”、“崇明县人民政府”、“中国人民政治协商会议上海市崇明县委员会”四块牌子进行了统一更换，这四块牌子全部更换为“中国共产党上海市崇明区委员会”、“上海市崇明区人民代表大会常务委员会”、“上海市崇明区人民政府”、“中国人民政治协商会议上海市崇明区委员会”。牌子更换后，标志着崇明区人民政府正式挂牌成立，撤县建区程序完成。

## 特产
崇明老毛蟹、崇明老白酒：中国地理标志产品。